# Silvia (Kolumbien)
Silvia ist eine Gemeinde (municipio) im Departamento Cauca in Kolumbien.

## Geographie
Silvia liegt in der Provincia de Oriente in Cauca auf einer Höhe von 1800 bis 3800 m ü. NN, 59 km von Popayán entfernt. Der Hauptort liegt zwischen dem Fluss Piendamó und dem Bach Quebrada Manchay auf 2600 m ü. NN. Die Gemeinde grenzt im Osten an Páez und Inzá, im Westen an Cajibío und Piendamó, im Norden an Caldono und Jambaló und im Süden an Totoró.

## Bevölkerung
Die Gemeinde Silvia hat 32.692 Einwohner, von denen 4406 im städtischen Teil (cabecera municipal) der Gemeinde leben (Stand: 2019).

## Geschichte
Silvia wurde 1562 gegründet. Der ursprüngliche Name lautete Guambía. Seit 1838 hat der Ort den heutigen Namen. Der Ort ist im Laufe seiner Geschichte mehrfach umgezogen. Seit 1806 befindet sich Silvia an seinem heutigen Standpunkt.

## Wirtschaft
Die wichtigsten Wirtschaftszweige von Silvia sind Landwirtschaft, Tierhaltung, Teichwirtschaft und Tourismus.